# Психичка болест
Психичка болест је релативно трајни и структурисани психички поремећај који особи доноси патњу, омета радну способност, битно ремети интерперсоналне односе и захтева лечење. Две најопштије класе психичке болести су неурозе и психозе. Међутим под психичким болестима се подразумева много већи број обољења (преко 150), такође постоје и простије квалификације психичких обољења.